# Fond Maricient
Fond Maricient es una localidad de Santa Lucía, que forma parte del distrito de Dennery.